# Lingua amarica
L'amarico (nome nativo አማርኛ, ’amarəñña)  è la lingua ufficiale dell'Etiopia, anche se nella regione convivono numerose etnie e di conseguenza anche le lingue parlate sono più di ottanta. È di origine semitica e presenta quindi affinità con l'aramaico, l'ebraico, l'arabo, il maltese, la lingua fenicia e le lingue estinte della Mesopotamia. Appartiene, insieme al tigrino, al ramo delle lingue nate in Africa nel gruppo delle lingue semitiche. Il suo alfabeto è costituito da 260 segni sillabici, divisi in sette ordini a seconda della coloritura vocalica. L'amarico è basato sullo sviluppo delle radici trilettere, verbali, da cui derivano sostantivi, aggettivi e le altre parti del discorso.
Al 2022, è parlata da 57,5 milioni di parlanti totali.

## Suoni e ortografia

### Fonemi
Non esiste una translitterazione comunemente accettata dell'amarico nell'alfabeto latino, anche se gli esempi successivi seguono quella più diffusa tra i linguisti specializzati.
Le tabelle di consonanti e vocali forniscono tali simboli quando differiscono dall'alfabeto fonetico internazionale IPA.
|           |          | Bilabiali  | Dentali    | Palato-alveolari Palatali | Velari    | Glottali |
| --------- | -------- | ---------- | ---------- | ------------------------- | --------- | -------- |
| Plosive   | Sorde    | p          | t          |                           | k         | ʔ (ʾ)    |
| Plosive   | Sonore   | b          | d          |                           | g         |          |
| Plosive   | Eiettive | pʼ (p', p̣) | tʼ (t', ṭ) |                           | kʼ (q, ḳ) |          |
| Affricate | Sorde    |            | ʦ' (s')    | ʧ (č)                     |           |          |
| Affricate | Sonore   |            |            | ʤ (ǧ)                     |           |          |
| Affricate | Eiettive |            |            | ʧʼ (č', č̣)                |           |          |
| Fricative | Sorde    | f          | s          | ʃ (š)                     |           | h        |
| Fricative | Sonore   |            | z          | ʒ (ž)                     |           |          |
| Nasali    | Nasali   | m          | n          | ɲ (ñ)                     |           |          |
| Liquide   | Liquide  | w          | l          | j (y)                     |           |          |
| Vibranti  | Vibranti |            | r          |                           |           |          |

|       | Fronti | Centrali | Arretrate |
| ----- | ------ | -------- | --------- |
| Alte  | i      | ɨ (ə)    | u         |
| Medie | e      | ə (ä)    | o         |
| Basse |        | a        |           |

## Sistema di scrittura
Come per altre lingue del mondo (come per es. le lingue dell'India) l'Amarico non usa come sistema di scrittura un alfabeto ma un alfasillabario o abugida quest'ultimo termine tra l'altro deriva proprio dall'Amarico. Un abugida è un sistema di scrittura costituito da segni (grafemi) che indicano consonanti seguite da una vocale inerente, che possono essere coerentemente modificati con estensioni o segni diacritici (tipicamente gli stessi per la stessa vocale al variare delle consonanti) che indichino altre vocali o, a volte, l'assenza di vocale. Quindi un'abugida è molto diverso da un sillabario, dove i simboli con suoni simili sono differenti l'uno dall'altro, e da un alfabeto vero e proprio, dove simboli separati sono utilizzati per indicare consonanti e vocali.
|   | ä [ə] | u | i | a | e | ə [ɨ] | o | ʷä [ʷə] | ʷi | ʷa | ʷe | ʷə [ʷɨ] |
| - | ----- | - | - | - | - | ----- | - | ------- | -- | -- | -- | ------- |
| h | ሀ     | ሁ | ሂ | ሃ | ሄ | ህ     | ሆ |         |    |    |    |         |
| l | ለ     | ሉ | ሊ | ላ | ሌ | ል     | ሎ |         |    | ሏ  |    |         |
| ḥ | ሐ     | ሑ | ሒ | ሓ | ሔ | ሕ     | ሖ |         |    | ሗ  |    |         |
| m | መ     | ሙ | ሚ | ማ | ሜ | ም     | ሞ |         |    | ሟ  |    |         |
| ś | ሠ     | ሡ | ሢ | ሣ | ሤ | ሥ     | ሦ |         |    | ሧ  |    |         |
| r | ረ     | ሩ | ሪ | ራ | ሬ | ር     | ሮ |         |    | ሯ  |    |         |
| s | ሰ     | ሱ | ሲ | ሳ | ሴ | ስ     | ሶ |         |    | ሷ  |    |         |
| š | ሸ     | ሹ | ሺ | ሻ | ሼ | ሽ     | ሾ |         |    | ሿ  |    |         |
| ḳ | ቀ     | ቁ | ቂ | ቃ | ቄ | ቅ     | ቆ | ቈ       | ቊ  | ቋ  | ቌ  | ቍ       |
| b | በ     | ቡ | ቢ | ባ | ቤ | ብ     | ቦ |         |    | ቧ  |    |         |
| v | ቨ     | ቩ | ቪ | ቫ | ቬ | ቭ     | ቮ |         |    | ቯ  |    |         |
| t | ተ     | ቱ | ቲ | ታ | ቴ | ት     | ቶ |         |    | ቷ  |    |         |
| č | ቸ     | ቹ | ቺ | ቻ | ቼ | ች     | ቾ |         |    | ቿ  |    |         |
| ḫ | ኀ     | ኁ | ኂ | ኃ | ኄ | ኅ     | ኆ | ኈ       | ኊ  | ኋ  | ኌ  | ኍ       |
| n | ነ     | ኑ | ኒ | ና | ኔ | ን     | ኖ |         |    | ኗ  |    |         |
| ñ | ኘ     | ኙ | ኚ | ኛ | ኜ | ኝ     | ኞ |         |    | ኟ  |    |         |
| ʾ | አ     | ኡ | ኢ | ኣ | ኤ | እ     | ኦ |         |    | ኧ  |    |         |
| k | ከ     | ኩ | ኪ | ካ | ኬ | ክ     | ኮ | ኰ       | ኲ  | ኳ  | ኴ  | ኵ       |
| x | ኸ     | ኹ | ኺ | ኻ | ኼ | ኽ     | ኾ |         |    |    |    |         |
| w | ወ     | ዉ | ዊ | ዋ | ዌ | ው     | ዎ |         |    |    |    |         |
| ʿ | ዐ     | ዑ | ዒ | ዓ | ዔ | ዕ     | ዖ |         |    |    |    |         |
| z | ዘ     | ዙ | ዚ | ዛ | ዜ | ዝ     | ዞ |         |    | ዟ  |    |         |
| ž | ዠ     | ዡ | ዢ | ዣ | ዤ | ዥ     | ዦ |         |    | ዧ  |    |         |
| y | የ     | ዩ | ዪ | ያ | ዬ | ይ     | ዮ |         |    |    |    |         |
| d | ደ     | ዱ | ዲ | ዳ | ዴ | ድ     | ዶ |         |    | ዷ  |    |         |
| ǧ | ጀ     | ጁ | ጂ | ጃ | ጄ | ጅ     | ጆ |         |    | ጇ  |    |         |
| g | ገ     | ጉ | ጊ | ጋ | ጌ | ግ     | ጎ | ጐ       | ጒ  | ጓ  | ጔ  | ጕ       |
| ṭ | ጠ     | ጡ | ጢ | ጣ | ጤ | ጥ     | ጦ |         |    | ጧ  |    |         |
| č̣ | ጨ     | ጩ | ጪ | ጫ | ጬ | ጭ     | ጮ |         |    | ጯ  |    |         |
| p̣ | ጰ     | ጱ | ጲ | ጳ | ጴ | ጵ     | ጶ |         |    | ጷ  |    |         |
| ṣ | ጸ     | ጹ | ጺ | ጻ | ጼ | ጽ     | ጾ |         |    | ጿ  |    |         |
| ṣ́ | ፀ     | ፁ | ፂ | ፃ | ፄ | ፅ     | ፆ |         |    |    |    |         |
| f | ፈ     | ፉ | ፊ | ፋ | ፌ | ፍ     | ፎ |         |    | ፏ  |    |         |
| p | ፐ     | ፑ | ፒ | ፓ | ፔ | ፕ     | ፖ |         |    | ፗ  |    |         |
|   | ä [ə] | u | i | a | e | ə [ɨ] | o | ʷä [ʷə] | ʷi | ʷa | ʷe | ʷə [ʷɨ] |

## Grammatica
L'amarico si distingue per una morfologia complessa, che ha condotto, specialmente nel campo della morfologia verbale, a una grande varietà di forme.

### Sostantivi

#### Genere
L'amarico ha due generi grammaticali, maschile e femminile. Di solito il genere dei sostantivi non è evidenziato dal punto di vista morfologico, in alcuni nomi femminili viene usato il suffisso -sh.

#### Plurale
Il plurale dei sostantivi viene formato con il suffisso -očč: p.es. bet ‘casa’, betočč ‘case’; sәu ‘uomo’, sәwočč ‘uomini, gente’; mәkina ‘automobile’ mәkinočč ‘automobili’.

### Articoli
L'articolo determinativo (maschile: u, femminile wa) viene posposto al sostantivo come suffisso: betu ‘la casa’ (maschile) e lamwa ‘la mucca’ (femminile).

### Pronomi
I pronomi personali liberi dell'amarico hanno forme differenziate per genere solo nella 2ª e 3ª persona singolare, a differenza di lingue affini (ge'ez e tigrino) che fanno differenza di genere anche al plurale.
(Si noti che il femminile del pronome di 2ª persona è una caratteristica generale delle lingue semitiche, a differenza delle lingue indoeuropee, che fanno differenza solo nella 3ª persona.)
L'amarico impiega forme speciali di cortesia, impiegate quando ci si rivolge a qualcuno rispettosamente e anche quando si parla di qualcuno rispettosamente.
| Numero            | Persona      | Pronome libero | Pronome legato | Pronome legato |
| ----------------- | ------------ | -------------- | -------------- | -------------- |
| Numero            | Persona      | Pronome libero | Oggetto        | Possessivo     |
| Singolare         | 1.           | əné            | -ññ            | -e             |
| Singolare         | 2. maschile  | anté           | -h             | -h             |
| Singolare         | 2. femminile | anči           | -š             | -š             |
| Singolare         | 3. maschile  | əssu           | -w/-t          | -u             |
| Singolare         | 3. femminile | əsswa          | -at            | -wa            |
| Plurale           | 1.           | əñña           | -n             | -aččən         |
| Plurale           | 2.           | ənnanté        | -ačč?hu        | -ačč?hu        |
| Plurale           | 3.           | ənnessu        | -aččəu         | -aččəu         |
| Forma di cortesia | 2.           | əsswo          | -wo/-wot       | -wo            |
| Forma di cortesia | 3.           | əssaččəu       | -aččəu         | -aččəu         |

Esempi:
əssu hakim neu (egli - dottore - è) ‘È un dottore’; əné wede beté hedku (io - verso - casa mia - sono andato) ‘Sono andato a casa.’
ayyən-at ‘L'abbiamo vista'; matta-ññ ‘Mi ha colpito’
bet-é ‘casa mia’; wendem-u ‘suo fratello’; ager-aččən ‘il nostro paese’
I pronomi personali di 3ª persona e di cortesia hanno le forme alternative ərsu (egli), ərsəa (ella) e ənnersu (essi/esse), come pure ərswo (Lei, cortesia) e ərsaččeu (Loro, cortesia), che vengono usati quasi esclusivamente nella lingua scritta, raramente in quella parlata.

### Verbi

#### Il principio radicale
La struttura morfologica del verbo si fonda su un morfema radicale, che può contenere da una a cinque consonanti radicali, oltre a determinate sequenze di vocali, che accompagnano tali consonanti. Il tipo e il numero di vocali come pure il possibile allungamento di una delle consonanti radicali varia con la flessione del verbo.
Per esempio, dalla radice flg (‘volere, cercare’) si possono costruire:
fəllèg ‘(egli) ha cercato', yəfəlləgall ‘(egli) cerca', fəlləgo nəbbèr ‘(egli) aveva cercato', məfəlləgu ‘la ricerca’, fəllagot ‘desiderio’, fəllagi ‘cercatore’.